# Otto Busse
Otto Busse (ur. 6 grudnia 1867 w Białogardzie, zm. 3 lutego 1922 w Zurychu) – niemiecki lekarz patolog.
Studiował na Uniwersytecie w Greifswaldzie u Paula Grawitza.
W 1894 roku razem z dermatologiem Abrahamem Buschkem opisał chorobę zakaźną kryptokokozę, którą wywołuje głównie grzyb Cryptococcus neoformans. Kryptokokoza bywała nazywana chorobą Bussego-Buschkego.
Habilitował się w 1896 roku. Od 1904 wykładał patologię na Wydziale Lekarskim Uniwersytetu Poznańskiego. Od roku 1911 profesor patologii oraz dziekan Instytutu Patologicznego na Uniwersytecie w Zurychu.

## Wybrane prace
- Die Hefen als Krankheitserreger, Berlin, 1897
- Das Obduktionsprotokoll, Berlin, 1900